# Typ 95 Ha-Go
Typ 95 Ha-Go (jap. 九五式軽戦車 95-shiki keisensha) – japoński czołg lekki z okresu II wojny światowej. Był podstawowym i najliczniejszym pojazdem japońskich sił pancernych, używanym podczas II wojny chińsko-japońskiej, radziecko-japońskich walk granicznych oraz II wojny światowej. Był także wykorzystywany przez Chińską Armię Ludowo-Wyzwoleńczą podczas chińskiej wojny domowej. 

## Nazewnictwo
Podczas testów, a także w zakładach Mitsubishi Heavy Industries czołg oznaczony był jako Ha-Go. Ha jest trzecią sylabą japońskiego „alfabetu” (iroha). W nazewnictwie stosowanym w Mitsubishi oznaczało to, iż jest to trzeci model czołgu, po Typ 89 Chi-Ro (Yi-Go) i czołgu ciężkim Typ 95, wyprodukowany w tej firmie. Spotykane są też nazwy Ke-Go i Kyu-Go (po japońsku: „dziewięćdziesiąt pięć”).

## Zapotrzebowanie armii japońskiej na nowy czołg lekki
Gdy po działaniach na terenie Mongolii Zewnętrznej w 1933 r. dowódcy armii japońskiej zdali sobie sprawę z przewagi wojsk zmechanizowanych nad zwykłą kawalerią, szybko postanowiono o konieczności przyjęcia na wyposażenie armii większej liczby jednostek pancernych. W składzie Armii Kwantuńskiej utworzono Samodzielną Brygadę Zmechanizowaną stacjonującą w Hunczgulinie. W skład brygady wchodzili żołnierze i oficerowie z dwóch dywizji wyposażonych w lekkie czołgi Typ 92 i Typ 93 oraz czołgi średnie Typ 89 w wersji A i B. Szybko okazało się, iż czołgi średnie były zbyt ciężkie i miały niewystarczającą manewrowość w górzystym terenie, zaś czołgi lekkie były zbyt słabo uzbrojone. Pojawiło się zapotrzebowanie na pojazd kołowo-gąsienicowy, który mógłby wspierać nacierającą kawalerię oraz wykazywać się lekkością, szybkością oraz świetną manewrowością.

## Prototyp

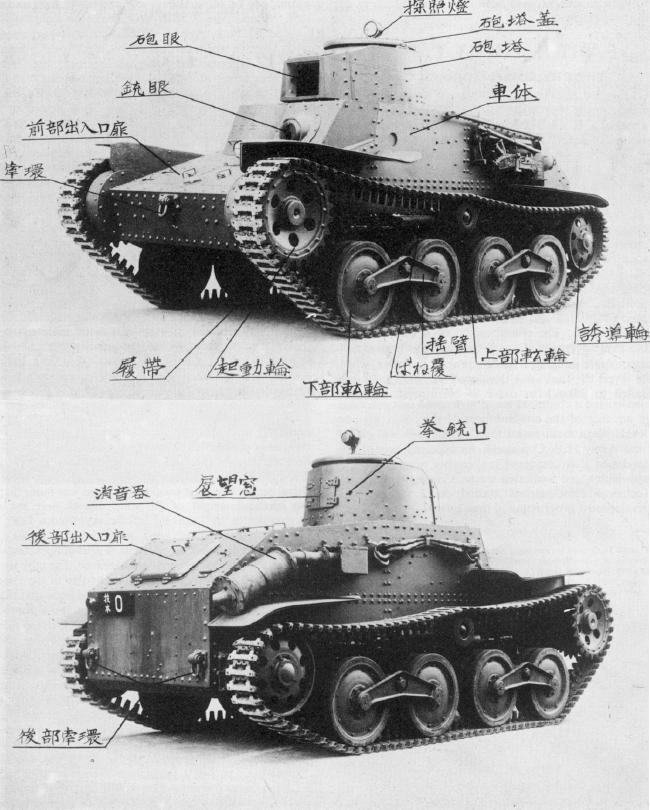
Pierwszy prototyp czołgu lekkiego Typ 95 Ha-Go, 1934-1935

Stworzeniem pierwszego prototypu czołgu na zlecenie Centralnego Biura Konstrukcyjnego zajęło się Mitsubishi Heavy Industries. Budowa pierwszego prototypu trwała od lipca 1933 r. do czerwca 1934 r. Pierwszy model przekroczył o 500 kg przyjętą w projekcie masę, która została określona na 7000 kg. Maksymalna prędkość rozwijana przez pojazd wynosiła 40 km/h zaś największy kąt pokonywanego wzniesienia 30°. Chcąc zmniejszyć masę czołgu do 6 500 kg, wprowadzono kilka usprawnień technologicznych, dzięki czemu wzrosła także prędkość pojazdu z 40 do 45 km/h. 
W październiku 1934 r., po wielu testach, przedstawiciele kawalerii oraz piechoty stwierdzili, iż nowy czołg spełnia ich wymagania i pomimo widocznych niedoróbek dążyli do jak najszybszego wprowadzenia i zastąpienia starych pojazdów nowym modelem. Kolejne testy, przeprowadzone  na przełomie lat 1934 i 1935 na terenie Mandżurii, pozwoliły na wprowadzenie następnych zmian. Powiększony został przedział bojowy, zmieniła się budowa wieży, na której zainstalowano wieżyczkę obserwacyjną dla dowódcy, a także pojawiły się dodatkowe szczeliny obserwacyjne. Ponadto poprawiona wersja posiadała odlewane koła napędowe i napinające oraz podwojona została z każdej strony liczba kół podtrzymujących. Tak zmodyfikowana wersja czołgu lekkiego została zaakceptowana przez japońskie dowództwo i stała się wzorem dla później produkowanych czołgów seryjnych Typ 95.

## Produkcja seryjna
Produkcja seryjna czołgu lekkiego Typ 95 Ha-Go trwała od 1935 r. do 1943 r. i do tego roku pojazd ten znajdował się też oficjalnie na uzbrojeniu wojska japońskiego pomimo tego, że faktycznie używany był aż do końca II wojny światowej. Późniejsza produkcja odbywała się w zakładach Mitsubishi Heavy Industries, gdzie czołg, z kilkoma modyfikacjami, produkowano jako Typ 4 Ke-Nu aż do 1945 roku. W pierwszych latach produkcja czołgów nie przekraczała 100 sztuk rocznie. Dopiero w 1939 r. liczba wyprodukowanych czołgów wyniosła 115 i rosła z roku na rok. Łącznie w latach 1935-1943 wyprodukowano 2378 maszyn Typ 95 Ha-Go. Po zakończeniu masowej produkcji czołgów Typ 95 w 1943 r., zaczęto produkcję lekkich czołgów wsparcia Typ 4 Ke-Nu. Posiadał on układ jezdny, kadłub oraz silnik z czołgu Typ 95 i wyposażony został w armatę Typ 97 kalibru 57 mm, które pochodziły z pierwszych wyprodukowanych czołgów Typ 97 Chi-Ha. Czołgów Typ 4 wyprodukowano około 100 jako serię próbną.
| Źródło                              | 1934 | 1935 | 1936 | 1937 | 1938 | 1939 | 1940 | 1941 | 1942 | 1943 | Razem |
| ----------------------------------- | ---- | ---- | ---- | ---- | ---- | ---- | ---- | ---- | ---- | ---- | ----- |
| dane japońskie (za I. Moszczanskim) | 1    | 3    | 30   | 80   | 53   | 115  | 422  | 685  | 725  | 234  | 2378  |
| dane zachodnie (za I. Moszczanskim) | 1    | 3    | 30   | 55   | 50   | 62   | 163  | 318  | 264  | 201  | 1161  |
| (według S. Zalogi)                  | -    | -    | 31   | 80   | 53   | 115  | 422  | 705  | 655  | 239  | 2300  |

## Opis konstrukcji
Kadłub pojazdu został zbudowany z walcowanych płyt pancernych o grubości 6 i 12 mm zamocowanych na szkielecie z kątowników. Był to pierwszy czołg japoński, którego pancerz hartowany był metodą nawęglania. Płyty montowane były za pomocą nitów i śrub, a jedynie tam, gdzie pozwalała na to technologia, używane było spawanie. Pomiędzy poszczególnymi płytami znajdowały się skórzane uszczelki, dzięki czemu czołg mógł się przez dłuższy czas poruszać w wodzie. 6-cylindrowy, rzędowy, wysokoprężny silnik Mitsubishi NVD6 120 umieszczony został z tyłu kadłuba, za wieżą, po prawej stronie w specjalnym przedziale silnikowym. Dostęp do niego zapewniał specjalny właz we wnętrzu przedziału bojowego oraz zewnętrzny właz wyposażony w odrzucaną pokrywę i żaluzje, umożliwiający dokładną obsługę silnika. W tylnej części przedziału silnikowego znajdowały się zbiorniki paliwa i oleju oraz umieszczony z lewej strony dodatkowy zbiornik oleju.
Przedział kierowania czołgu połączony został z przedziałem bojowym. Z przodu znajdowało się dwóch członków załogi: po lewej strzelec karabinu maszynowego, a po prawej kierowca-mechanik. Trzeci członek załogi, dowódca, zajmował miejsce w wieży wyposażonej w wieżyczkę obserwacyjną. Z przodu wieży oraz z boku stanowiska karabinu maszynowego znajdowały się otwory pistoletowe.
Kierowanie pojazdem odbywało się przy użyciu pedałów i dźwigni przekładni bocznych. Po prawej stronie kierowcy znajdowała się dźwignia ręcznego hamulca i dźwignia dekompresora (regulatora ciśnienia). Naprzeciwko kierowcy, na desce rozdzielczej, znajdował się przycisk rozrusznika, wskaźnik ciśnienia oleju, szybkościomierz, obrotomierz, amperomierz, przełącznik oświetlenia oraz włącznik prądnicy. Po lewej stronie siedzenia kierowcy umieszczona została dźwignia zmiany biegów. Widoczność w czasie jazdy zapewniały umieszczone w pokrywie włazu kierowcy-mechanika szczeliny obserwacyjne.
Wieża o kształcie zbliżonym do ściętego stożka miała konstrukcję spawano-nitowaną. Znajdowała się lekko na lewo od osi symetrii pojazdu. Wieża obracana była w zakresie 360° ręcznie przy użyciu specjalnego pokrętła znajdującego się na po lewej stronie armaty. Kształt wieży był nieregularny ze względu na obecność karabinu maszynowego w prawej tylnej ścianie i wziernika. W wieżyczce znajdował się także główny, dwuskrzydłowy właz dla załogi. 
Załoga pojazdu była słabo chroniona przed rykoszetami i odłamkami. Dodatkową ochronę zapewniały azbestowe wykładziny, jednak ich głównym celem była ochrona przed oparzeniami od nagrzanego pancerza. 
Czołg Typ 95 Ha-Go uzbrojony był w armatę czołgową Typ 94 kalibru 37 mm. Pocisk o wadze 0,97 kg posiadał prędkość początkową 575 m/s i był zdolny z odległości 300 m przebić pancerz o grubość 35 mm przy trafieniu prostopadłym. W roku 1938 armatę Typ 94 zastąpiła krótsza armata Typ 97, dzięki której prędkość początkowa wystrzeliwanego pocisku wzrosła do 675 m/s. Kąt podniesienia lufy wynosił od -20° do +24°, zaś przy unieruchomionej wieży armata mogła przemieścić się o 10° w lewo i prawo. Ładowanie przez dowódcę czołgu odbywało się ręcznie, zaś celowanie przy użyciu celownika teleskopowego. Dodatkowo czołg uzbrojony był ruchomy karabin maszynowy Typ 91 kalibru 6,5 mm znajdujący się z przodu pojazdu, który był pochodną karabinu maszynowego Typ 99. Różnił się od pierwowzoru krótszą lufą oraz wyposażony był w rękojeść pistoletową i celownik optyczny z pięciokrotnym powiększeniem. Pojemność magazynka była prawie dwukrotnie większa od standardowego karabinu i wynosiła 50 naboi. Ponadto na wyposażeniu znajdował się zmodyfikowany karabin maszynowy Typ 97 kalibru 7,7 mm zainstalowany z tyłu wieży z magazynkiem na jedynie 30 naboi, przez co nie dawał on możliwości długiego prowadzenia ognia. Kąt podniesienia obu karabinów wynosił od -10° do +25° zaś na boki do 35°. Załoga czołgu mogła także prowadzić ostrzał z broni osobistej przez otwory pistoletowe i używać granatów ręcznych. Podczas wojny czołgi Typ 95 Ha-Go zostały wyposażone w cztery wyrzutnie granatów dymnych Typ 99 zainstalowanych w górnej części wieży lub na wieży. Czasami czołgi wyposażano w maszynowe karabiny przeciwlotnicze Typ 91 umieszczane na prawo od wieżyczki. 
Komunikacja między czołgami odbywała się za pomocą chorągiewek sygnalizacyjnych. Jedynie czołgi dowódców kompanii i plutonów posiadały radiostacje wyposażone w anteny poręczowe. Radiostacje krótkofalowe pojawiły się dopiero pod koniec wojny i można je było spotkać w niewielu czołgach. 
Zawieszenie czołu Typ 95 Ha-Go nie powstało podczas projektowania czołgu. Zostało ono skonstruowane w 1932 roku przez inżyniera Tomio Hara i było stosowane we wszystkich japońskich czołgach. Zawieszenie składało się z czterech kół jezdnych po każdej stronie o średnicy 570 mm, zblokowanych po dwa na wahaczu, którego górna część byłą przegubowo połączona wspólną osią z dźwignią. Dźwignia trzymała dwie spiralne sprężyny, które były umieszczone jedna w drugiej. Czołg posiadał drobnoogniwowe metalowe gąsienice o szerokości 250 mm składające się z 97 ogniw. Zawieszenie uchodzące za prymitywne było łatwe w konstrukcji oraz montażu i posiadało opinię niezawodnego.

## Zastosowanie bojowe

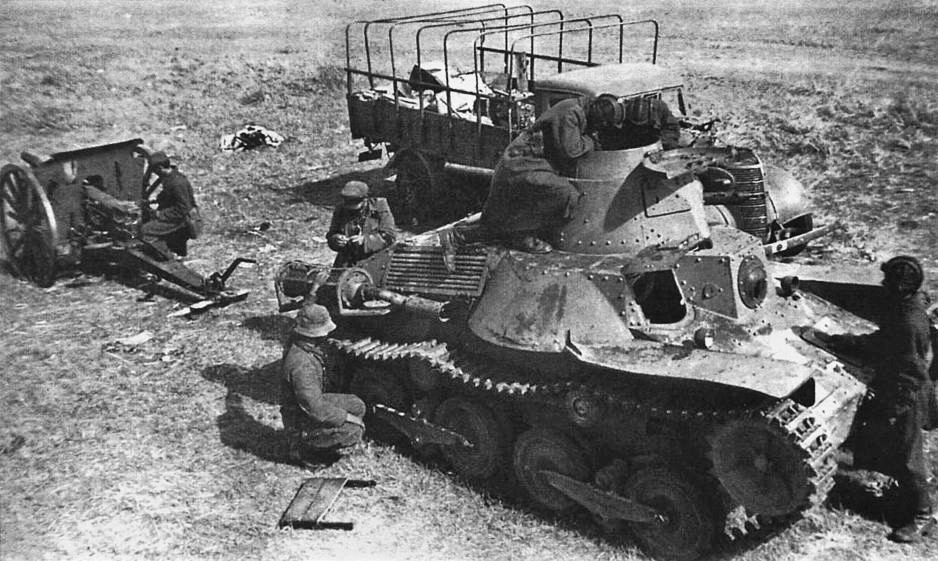
Porzucony czołg Typ 95 Ha-Go należący do ppor. Ito z 4. Pułku Pancernego, Chałchin-Goł, lipiec 1939

Prawdziwy test w warunkach bojowych odbył się w 1939 roku w okolicach Chałchin-Goł, gdzie wojska japońskie starły się z siłami radzieckimi. W lipcu przerzucono w tamten rejon 1. Brygadę Zmechanizowaną pod dowództwem generała-porucznika Tamady, który miał do dyspozycji 35 czołgów Typ 95 Ha-Go zorganizowanych w trzy kompanie liniowe i jedną odwodową wyposażoną w czołgi Typ 89 Chi-Ro i trzy tankietki Typ 92 Te-Ke. 2 lipca japońskie wojska pancerne ruszyły do ataku z łatwością pokonując Sowietów, których obrona miała charakter punktowy.  Szczęście odwróciło się jednak od Japończyków po kilku godzinach, gdy ogień artylerii polowej i przeciwpancernej powstrzymał natarcie. Japończycy stracili 21 czołgów Typ 89 i jeden Typ 97, a dowódca pułku zginął w walce. Na przełomie 2 i 3 lipca stracono jeszcze kolejne 40 czołgów, w tym Typu 95 Ha-Go. 
Po raz kolejny czołgi Typ 95 Ha-Go wzięły udział w walce 7 stycznia 1942 roku na półwyspie Malajskim, kiedy to pod osłoną nocy wspierały piechotę nacierającą na stanowiska żołnierzy brytyjskich i australijskich. Była to jedyna większa walka z udziałem czołgów podczas tej kampanii. Następnie w czerwcu 1942 roku czołgi Typ 95 z 4. i 7. Pułku Pancernego wzięły udział w walkach na Filipinach.
Po zwycięstwie na Półwyspie Malajskim, wojska japońskie uderzyły na Birmę, w czym brał udział 1., 2. i 14. Pułk Pancerny. Głównymi przeciwnikami japońskich pojazdów były czołgi Stuart oraz Valentine, a także chińskie T-26. Pomimo obecności czołgów po obu walczących stronach, do starć pancernych dochodziło rzadko. Pojazdy wykorzystywano głównie do wspomagania działań piechoty. 
Po przejęciu inicjatywy przez aliantów, japońskie czołgi starły się z amerykańskimi M4A2 i M3A1 na Wyspach Gilberta. Mała liczba czołgów Ha-Go, które posiadali broniący się Japończycy, nie wystarczyła do odparcia desantu i została całkowicie zniszczona. Podobna sytuacja miała miejsce w lutym 1944 roku podczas walk o Wyspy Marshalla. 22 lutego na wyspie Parry 3 czołgi Ha-Go stanęły naprzeciwko średnim czołgom M4A2 wspierającym 22. Pułk Piechoty Morskiej, co skończyło się całkowitą klęską Japończyków. 

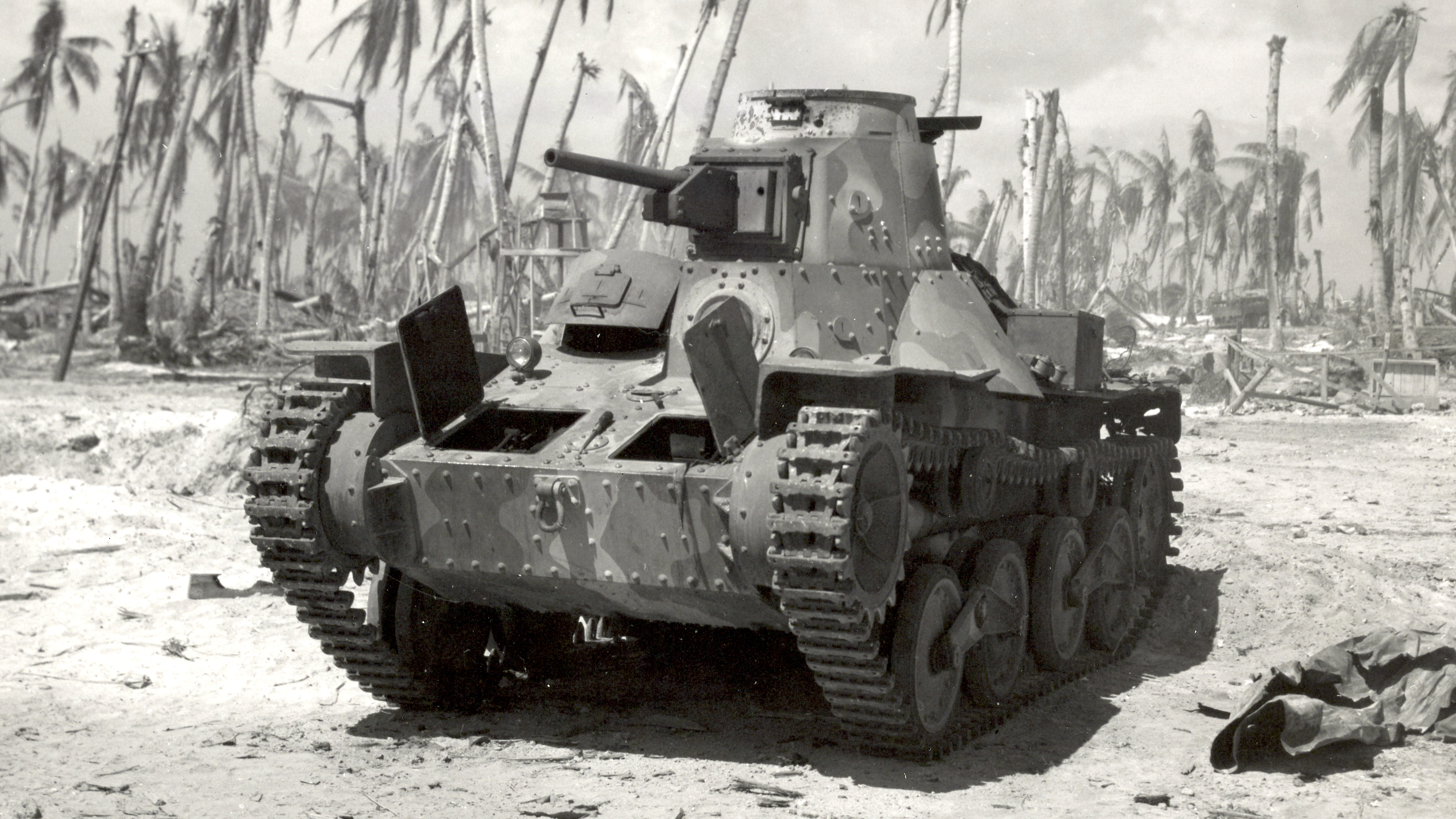
Czołg Typ 95 Ha-Go z 7. Specjalnego Zespołu Desantowego Floty z Sasebo zniszczony przez amerykański czołg M4A2 na wyspie Betio w listopadzie 1943

Kolejne walki przy udziale czołgów Typ 95 odbyły się na archipelagu Marianów. Stacjonowało tam kilka pododdziałów 9. Pułku Pancernego pułkownika Hideki Goto. Na wyspie Guam znajdowała się 1. i 2. Kompania oraz 24 Samodzielna Kompania Pancerna, na Saipan 3., 5. i 6. Kompania wraz z kilkoma Ha-Go ze składu 9. Pułku Pancernego. Samodzielna Kompania Pancerna (9 czołgów Ha-Go) wchodząca w skład 18. Pułku Piechoty znajdowała się na wyspie Tinian. Walki na wyspie Saipan rozpoczęły się 15 czerwca. Piechota morska wraz z 2. i 4. Batalionem Pancernym  wyposażonym w czołgi M4A2 oraz czołgi z miotaczami ognia M3A1 „Satan” ruszyły w małych grupach w głąb wyspy. W nocy z 15 na 16 czerwca Japończycy spróbowali powstrzymać natarcie wojsk amerykańskich przy użyciu kilku czołgów pływających Typ 2 Ka-Mi, zaś grupa z 9. Pułku Pancernego (do 20 czołgów Ha-Go) wraz z 4. Kompanią (14 czołgów Ha-Go) zaatakowały frontalnie. Przeciwnatarcie zostało jednak odparte przy użyciu artylerii oraz bazook. Z rozkazu wiceadmirała Nagumo, dowódca garnizonu na Saipanie generał-porucznik Saito podjął 17 czerwca kolejną próbę powstrzymania wojsk amerykańskich. Jednak i tym razem 44 czołgi Chi-Ha i Ha-Go z 9. Pułku Pancernego zostały odparte przez 136. Pułk Piechoty wspierany przez czołgi M4A2 i działa samobieżne M3 GMC. Próbę kontrnatarcia przetrwało tylko 6 czołgów Chi-Ha oraz 6 Ha-Go, jednak i one wkrótce zostały zniszczone. Do 24 czerwca na wyspie Saipan nie było już japońskich maszyn. Klęskę poniosły także garnizony na Guam i Tinian. 
Kolejny epizod walk przy udziale Typ 95 rozegrał się we wrześniu 1944 roku na archipelagu Palau. Próba odparcia natarcia Amerykanów 15 września przerodziła się w dramat, gdy czołgi Ha-Go wyposażone w dodatkowe zbiorniki z paliwem oraz przewożące piechotę stawały w ogniu, zabijając nie tylko załogę, ale i japońskich żołnierzy. 
Największa bitwa pancerna z udziałem czołgów Typ 95 Ha-Go rozegrała się na wyspie Luzon znajdującej się na Filipinach, gdzie stacjonowała 2. Dywizja Pancerna licząca ponad 220 czołgów Ha-Go i Chi-Ha oraz działa samobieżne Ho-Ro i Ho-Ni. Pomimo użycia czołgów na masową skalę, Japończycy do 5 marca stracili 203 maszyny i bez wsparcia piechoty oraz lotnictwa wycofali się z wyspy. 
Czołgi Typ 95 Ha-Go były pod koniec wojny maszynami przestarzałymi i nie miały dużych szans w starciu z pojazdami amerykańskimi i radzieckimi. Były jednak ciągle wykorzystywane podczas obrony Okinawy, walkach w Centralnych Chinach i w Birmie. Ostatnia bitwa z udziałem czołgów Typ 95 Ha-Go została stoczona na Szumszu, wysuniętej najdalej na północ wyspie archipelagu kurylskiego. 18 sierpnia 1945 roku na wyspie wylądowali sowieccy żołnierze, których zadaniem było przejęcie japońskiego garnizonu. Po dwudniowych walkach Japończycy stracili 21 maszyn. 
Po kapitulacji Japonii większość maszyn została zdana Armii Czerwonej, która przekazała czołgi Chińskiej Armii Ludowo-Wyzwoleńczej, po czym brały udział w walce przeciwko Kuomintangowi.

## Czołg Typ 4 Ke-Nu

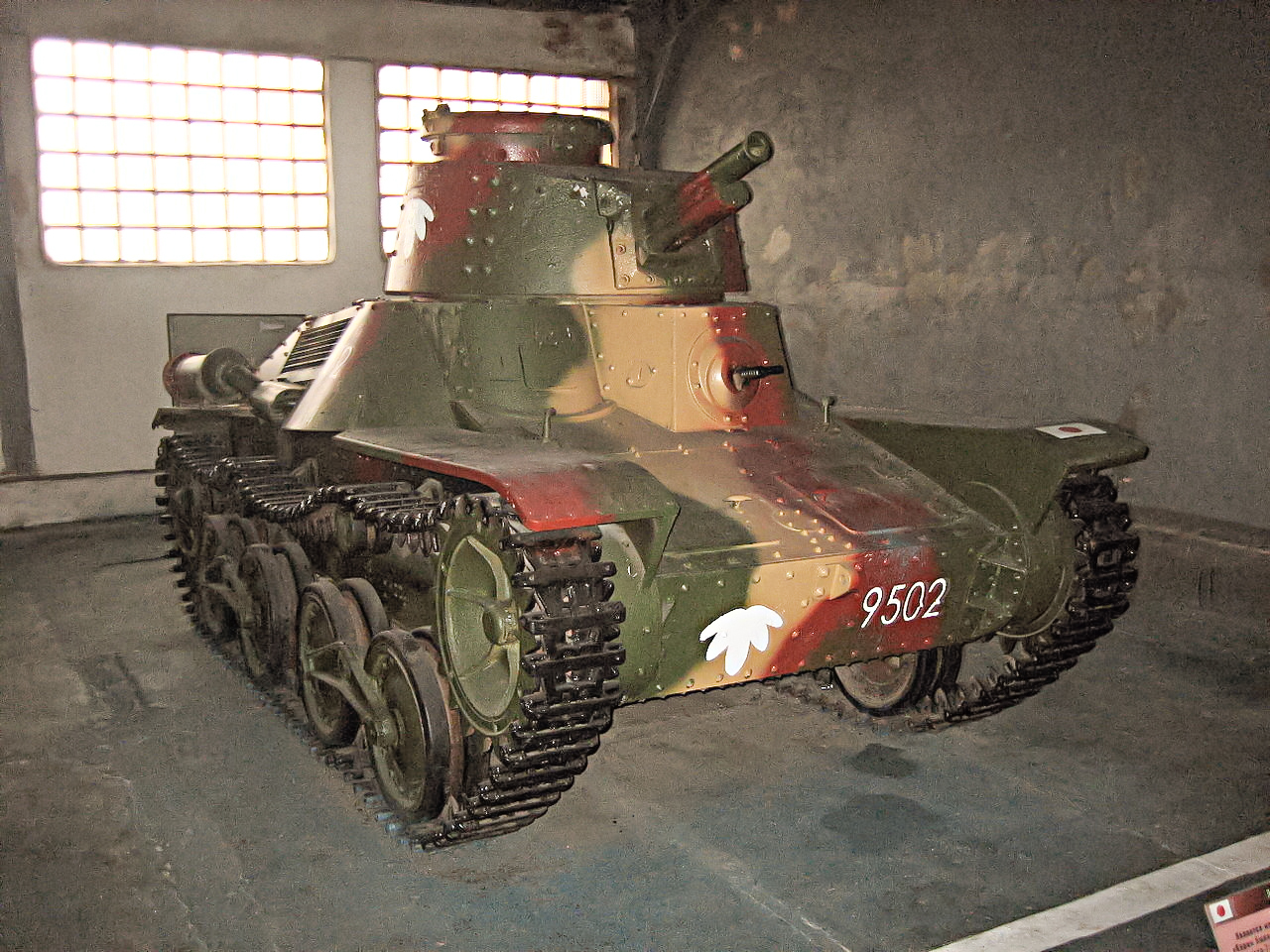
Czołg Typ 4 Ke-Nu w muzeum w Kubince

Produkcja seryjna czołgu Typ 95 Ha-Go zakończyła się w 1943 roku. Rok później zaczęto produkować zmodernizowaną wersję tego pojazdu pod nazwą Typ 4 Ke-Nu. Od swojego pierwowzoru różnił się wieżą zapożyczoną z czołgu średniego Typ 97 z armatą Typ 97 kalibru 57 mm, w której było miejsce dla dwóch członków załogi. Miejsce dowódcy znajdowało się po prawej stronie, zaś ładowniczego po lewej. Nitowana wieża miała kształt stożka. Na jej wierzchu znajdowała się wieżyczka obserwacyjna dla dowódcy z dwuczęściowym włazem. Na nim zaś zainstalowano peryskopowy przyrząd obserwacyjny oraz otwór dla chorągiewek sygnalizacyjnych. Czołg uzbrojony był w krótkolufową armatę Typ 97 kalibru 57 mm. Jej kąt podniesienia wynosił od -9° do +21°, zaś stopnień wychylenia na boki wynosił jedynie 5°. Pociski wystrzeliwane z działa miały masę 2,7 kg, a ich prędkość początkowa wynosiła 420 m/sek. Dodatkowym uzbrojeniem zamontowanym w wieży był karabin maszynowy Typ 97 kalibru 7,7 mm. Czołg dysponował także specjalnym wspornikiem na przeciwlotniczy karabin maszynowy. Nowa wieża czołgu dała możliwość zwiększenia załogi o ładowniczego, chociaż nie było to regułą.

## Podwozie Typ 95 w innych konstrukcjach

### Czołg pływający Typ 99 Ka-Ho
Prototyp lekkiego czołgu pływającego zbudowany w 1939 roku. Projektanci bazowali na Typ 95, do którego dodano specjalne pływaki, drugi silnik ulokowany na zewnątrz oraz specjalistyczny sprzęt. Prototyp nie był udany. Pływaki nadawały się do użycia tylko przy niewielkich falach, zaś dodatkowy silnik ograniczał sterowność, przez co projekt zawieszono.

### Czołg Typ 3 Ke-Ri
Prototyp czołgu lekkiego różniący się od pierwowzoru jedynie armatą większego kalibru. Konstruktorzy nie przebudowali wieży, przez co zainstalowanie armaty Typ 97 kalibru 57 mm bardzo ograniczyło miejsce wewnątrz i utrudniało wykonywanie zadań dowódcy. Pojazd pozostał w fazie eksperymentalnej.

### Działo samobieżne Typ 5 Ho-To
Części jezdne czołgu Typ 95 zostały w 1945 roku wykorzystane do zbudowania prototypu samobieżnego działa z haubicą Typ 38 kalibru 120 mm. Haubica została umieszczona w odkrytej z góry i tyłu nadbudówce z wykonanej z blach pancernych o grubości 8 mm. Zdecydowane ograniczenie miejsca w przedziale bojowym spowodowało, iż pojazd nie został skierowany do produkcji seryjnej.

### Działo samobieżne Typ 5 Ho-Ru
Działo samobieżne stworzone w 1945 roku w Arsenale w Sagami. Na podwoziu z czołgu Ha-Go z lekko zmodyfikowaną częścią jezdną zainstalowano armatę przeciwpancerną kalibru 47 mm. Wystrzeliwany z niej pocisk o wadze 1,7 kg posiadał prędkość początkową 820 m/s.

### Typ 95 Ha-Go z wieżą Typ 98 Ke-Ni
Prototyp czołgu lekkiego na bazie Typ 95 różniący się od pierwowzoru wieżą pochodzącą z czołgu Typ 98. Wieża posiadała armatę Typ 100 kalibru 37 mm. Pociski z niej wystrzeliwane osiągały prędkość początkową do 700 m/s i były w stanie przebić pancerz o grubości 25 mm z odległości 500 m.  Projekt nie został zrealizowany, gdyż nie różnił się znacząco osiągami od Typ 95 Ha-Go.

### Działo samobieżne So-To
Działo samobieżne na zmodyfikowanym podwoziu czołgu Typ 95 opracowane w 1940 roku. Zwiększono długość powierzchni oporowej gąsienicy, dodano po jednym kole jezdnym z każdej strony, a koło napinające zostało opuszczone i pełniło funkcję dodatkowego koła jezdnego. Działo uzbrojone zostało w armatę Typ 94 kalibru 37 mm oraz karabin maszynowy Typ 97 kalibru 7,7 mm.

## Czołgi Typ 95 Ha-Go jako eksponaty muzealne

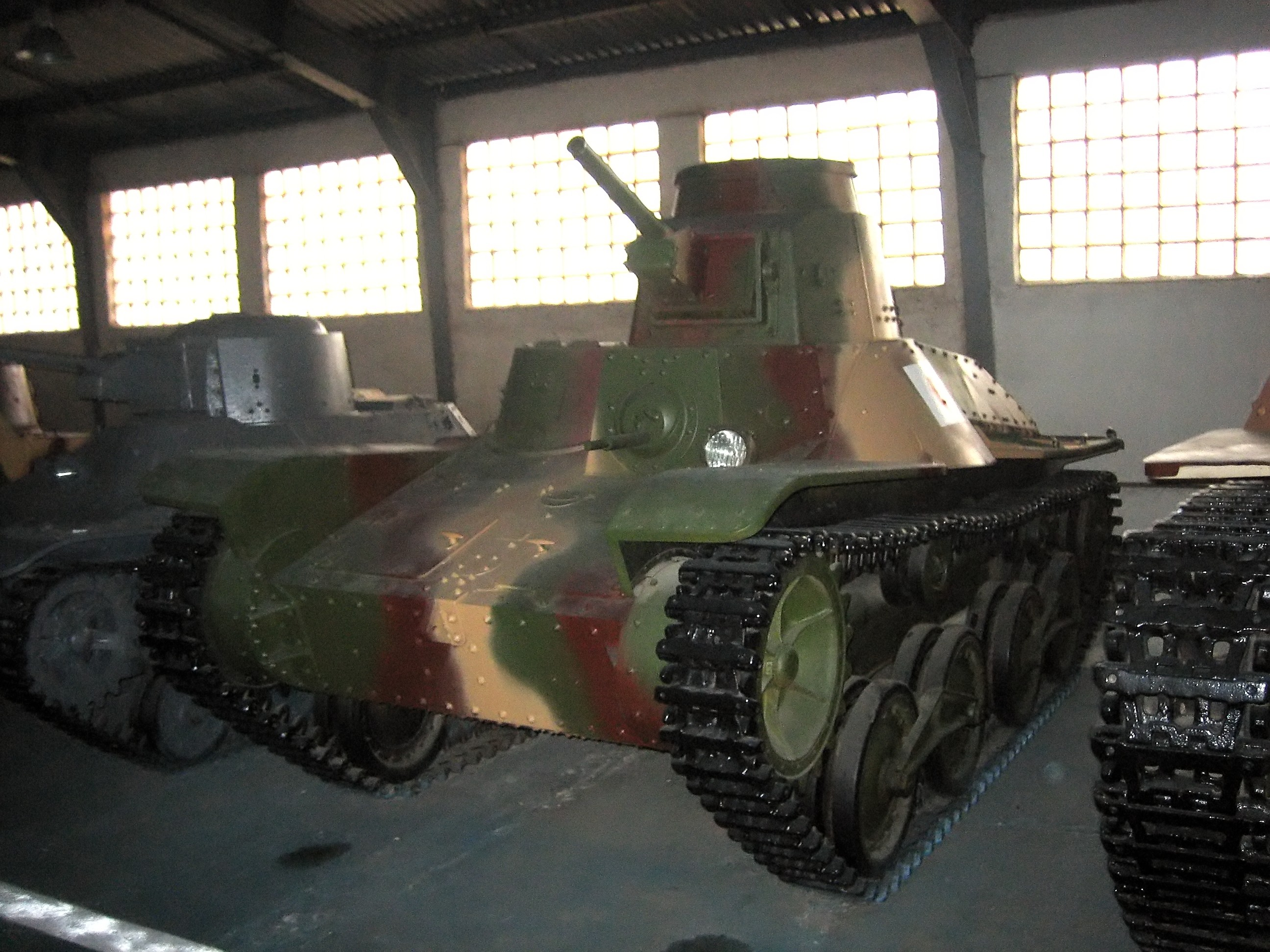
Czołg Typ 95 Ha-Go w muzeum w Kubince

Zachowało się jedynie kilka sztuk czołgów Typ 95 Ha-Go, które można oglądać w muzeach. Bovington Tank Museum w Bowington Camp w Wielkiej Brytanii ma w swoich zbiorach czołg zdobyty w 1944 roku w Birmie. Kolejna maszyna, zdobyta w 1945, znajduje się w Wojskowo-Historycznym Muzeum Wojsk Pancernych i Techniki Pancernej w Kubince pod Moskwą. W Japonii czołg Ha-Go jest wystawiony w Komendzie Policji w Tokio. Dwie maszyny tego typu można znaleźć w amerykańskich muzeach. Jedna znajduje się w General George Patton Museum w Fort Knox, a druga w United States Army Ordnance Museum w stanie Maryland. Czołg Typ 95 Ha-Go służy także jako pomnik na wyspie Oʻahu na Hawajach.
Jedyny egzemplarz Typ 4 Ke-Nu znajduje się w Wojskowo-Historycznym Muzeum Wojsk Pancernych i Techniki Pancernej w Kubince pod Moskwą